# Ludmila Švagrovská
Ludmila Hoveman-Švagrovská (20. srpna 1882 Roudnice nad Labem – 1909 nebo 1910 Paříž) byla česká veslařka, cyklistka a feministka, průkopnice zastoupení žen ve sportu.

## Život

### Mládí
Narodila se v Roudnici nad Labem v české rodině podnikatele, komunálního politika a propagátora sportů Maxe Švagrovského a jeho manželky Marie, rozené Sailerové. Otec byl významnou postavou místního společenského života a organizátor mj. táborů lidu na Řípu. Jejím strýcem byl právník a mecenáš umění Augustin Švagrovský. Její otec byl zakladatelem místního veslařského klubu na Labi, kam Ludmila začala v útlém věku docházet.

### Sport
Roku 1893 přesunul Max Švagrovský své podnikání do Prahy, kde otevřel strojírenskou dílnu a obchod se sportovními potřebami. Rodina se sem přestěhovala. Jakožto mladá emancipovaná mladá žena se Ludmila nadále věnovala sportu, především cyklistice. Dne 1. září 1895 se například účastnila cyklistických Velkých zemských závodů v Pardubicích, jedněch z prvních s vlastní ženskou soutěží, pořádaného mj. s přičiněním místního nestora cyklistiky Vincence Chomráka. Zde se v jízdě na 1609 metrů umístila na 3. příčce.
Dne 16. června 1895 se Švagrovská účastnila letu balonu Ressel pilotovaného kapitánem Františkem Hůlkou (v posádce též p. Vimmer). Stala se tak jednou prvních Češek, a podle dobového tisku také nejmladší ženou světa, která se vznesla do vzduchu. 30. června téhož roku absolvovala s Hůlkou další let, tentokrát na trase Praha–Počernice, kterého se účastnil také Max Švagrovský, již jako vydavatel prvního českého sportovního magazínu Sportovní obzory.

### Ve Spojených státech
Po střídavých úspěších v podnikání využil roku 1901 Švagrovský prostředků rodinného jmění a odcestoval do Spojených států. Zde začal pracovat jako novinář českých krajanských novin a časopisů. Pobýval zejména v Clevelandu, Chicagu a Milwaukee, roku 1906 pak získal americké občanství. Ten pravděpodobně seznámil Ludmilu s americko-francouzským sportovcem, veslařem a automobilovým závodníkem Johnem Hovemanem z New Yorku. Ten se s Ludmilou zasnoubil a 1. února 1908 uspořádali svatbu v High Barnet nedaleko Londýna. Ludmila v rámci obřadu odmítla složit slib poslušnosti manželovi, po vzoru amerického trendu, neboť takový slib nenastavuje manželskou rovnost. Společně pak žili ve Spojených státech, díky Hovemanovi se Švagrovská zřejmě zapojila též do motorsportových aktivit.[zdroj?]

### Úmrtí
Ludmila Švagrovská zemřela předčasně roku 1909 v Paříži ve věku 27 let.
Otec Max ztrátu dcery, doprovázenou úmrtím syna Zdislava roku 1907 a jeho manželky roku 1911, těžce nesl, rozhodl se tedy s dcerou Milenou roku 1913 odstěhovat zpět do Spojených států. Zemřel v Clevelandu roku 1921. Milena se zde usadila a do Čech se již nevrátila.